# Société allemande de sociologie
Pour les articles homonymes, voir DGS.
La Société allemande de sociologie (Deutsche Gesellschaft für Soziologie DGS) est une association scientifique d'Allemagne pour la promotion de la recherche et l'enseignement sociologiques. Elle a été fondée le 3 janvier 1909 par un groupe de 39 scientifiques à Berlin, dont aucun n'était à titre principal « sociologue ».
L'association d'utilité publique s'est fixé pour objectif d'examiner « des problèmes sociologiques pour encourager la communication scientifique des membres et pour participer à la diffusion et à l'approfondissement de connaissances sociologiques ».
La revue éditée par la société scientifique se nomme : Forum der Deutschen Gesellschaft für Soziologie (forum de la société allemande de sociologie)

## Chronologie des présidents
| Identité                               | Période | Période  | Durée         |
| Identité                               | Début   | Fin      | Durée         |
| -------------------------------------- | ------- | -------- | ------------- |
| Ferdinand Tönnies (1855 - 1936)        | 1909    | 1933     | 24 ans        |
| Hans Freyer (1887 - 1969)              | 1933    | 1946     | 13 ans        |
| Werner Sombart (1863 - 1941)           | 1933    | 1933     | moins d’un an |
| Leopold von Wiese (1876 - 1969)        | 1946    | 1955     | 9 ans         |
| Helmuth Plessner (1892 - 1985)         | 1955    | 1959     | 4 ans         |
| Otto Stammer (d) (1900 - 1978)         | 1959    | 1963     | 4 ans         |
| Theodor W. Adorno (1903 - 1969)        | 1963    | 1967     | 4 ans         |
| Ralf Dahrendorf (1929 - 2009)          | 1967    | 1970     | 3 ans         |
| Erwin Scheuch (d) (1928 - 2003)        | 1970    | 1970     | moins d’un an |
| Mario Rainer Lepsius (1928 - 2014)     | 1971    | 1974     | 3 ans         |
| Karl Martin Bolte (d) (1925 - 2011)    | 1974    | 1978     | 4 ans         |
| Joachim Matthes (d) (1930 - 2009)      | 1979    | 1982     | 3 ans         |
| Burkart Lutz (d) (1925 - 2013)         | 1983    | 1986     | 3 ans         |
| Wolfgang Zapf (en) (1937 - 2018)       | 1987    | 1990     | 3 ans         |
| Bernhard Schäfers (d) (né en 1939)     | 1991    | 1992     | 1 an          |
| Lars Clausen (1935 - 2010)             | 1993    | 1994     | 1 an          |
| Stefan Hradil (d) (né en 1946)         | 1995    | 1998     | 3 ans         |
| Jutta Allmendinger (en) (née en 1956)  | 1999    | 2002     | 3 ans         |
| Karl-Siegbert Rehberg (d) (né en 1943) | 2003    | 2006     | 3 ans         |
| Hans-Georg Soeffner (d) (né en 1939)   | 2007    | 2011     | 4 ans         |
| Martina Löw (née en 1965)              | 2011    | 2013     | 2 ans         |
| Stephan Lessenich (d) (né en 1965)     | 2013    | En cours | 12 ans        |

## Référence
- (de) Cet article est partiellement ou en totalité issu de l’article de Wikipédia en allemand intitulé « Deutsche Gesellschaft für Soziologie » (voir la liste des auteurs).